# 佐藤英彦 (ラグビー選手)
佐藤 英彦(さとう ひでひこ、1931年4月29日 - 没年不詳)は、日本のラグビー選手。主なポジションはフルバック(FB)。

## 来歴
1950年福岡県中学修猷館を卒業。早稲田大学へ進学し、ラグビー部に入部。1953年度に主将を務める。
1952年ラグビー日本代表に選出され、1952年10月1日、花園ラグビー場で開催された、オックスフォード大学第1回来日第6戦において初出場。キャップ10。
1954年早稲田大学を卒業後、八幡製鐵（現・日本製鉄）に入社し、ラグビー部に入部。1955年1月6日、1954年度全国社会人ラグビーフットボール大会の決勝に出場し、大映を破って優勝。更に、翌年1956年1月6日、1955年度の大会も決勝に出場し、近鉄を破って優勝し連覇をもたらした。